# Península de Ōnawe
La península de Ōnawe es un tapón volcánico dentro del puerto de Akaroa, en la península de Banks, en Canterbury, Nueva Zelanda. Es el emplazamiento de un antiguo pā (pueblo maorí). Forma parte del volcán de la península de Banks.
El Ministerio de Cultura y Patrimonio de Nueva Zelanda explica que el nombre de Ōnawe se compone de "Ō" que significa "lugar de" y "nawe" que significa "prender fuego".

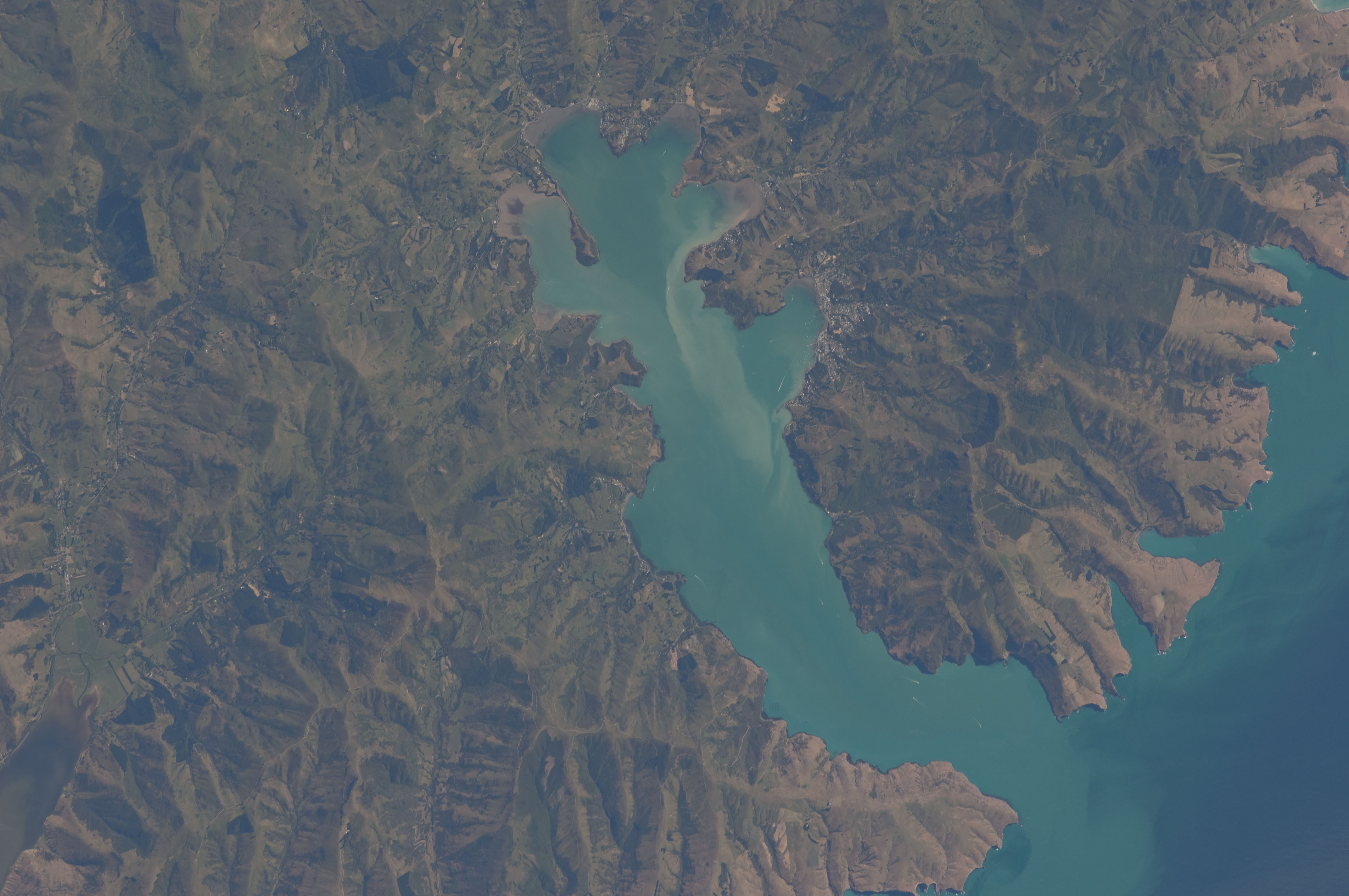
Imagen de satélite del puerto de Akaroa tomada desde la Estación Espacial Internacional. La península de Ōnawe es visible en la parte superior del centro.

Fue el lugar de un pā de los Ngāi Tahu capturado por Te Rauparaha, jefe de los Ngāti Toa en 1831. Hasta 1200 personas fueron asesinadas aquí, y la tierra es sagrada para los Ngāi Tahu por lo que "se considera que es conferida a Te Runanga o Ngāi Tahu" como parte del acuerdo de reclamaciones de Ngāi Tahu Waitangi en 1998.